# Kádár László (földrajztudós)
Kádár László (Ósóvé, 1908. január 22. – Debrecen, 1989. május 6.) magyar geográfus, geomorfológus, egyetemi tanár, rektor, a magyar földrajztudomány megkerülhetetlen, nagy formátumú alakja.

## Származása, családja
Édesapja, Kádár Antal háromszéki székely származású volt, s kezdő tanítóként került az akkoriban jórészt németek és szerbek lakta faluba. Itt ismerkedett meg a bácskai születésű Horváth Máriával, aki óvónőként dolgozott a településen. A család Sóvé svábok lakta részén lakott; leginkább ennek tudható be, hogy a gyermek Kádár a magyar mellett a német nyelvet is anyanyelvi szinten sajátította el (német nyelvtudása későbbi tudományos előmenetelét is nagyban elősegítette). 
Tízéves koráig minden nyarát a háromszéki Kovásznán töltötte, apai nagyszüleinek birtokán; a környék posztvulkáni formakincse, a táj egyedülálló szépsége már akkor nagy hatást gyakorolt rá.

## Tanulmányai
Elemi iskolai tanulmányait Ósóvén, később – a család költözése miatt – a Temes-parti Karánsebesen végezte. A gimnáziumot is itt kezdte el. Természetrajz–földrajz tanára a később Teleki Pál „jobbkezévé”, majd a közgazdasági egyetem professzorává váló Fodor Ferenc volt, aki igen nagy hatást gyakorolt az ifjú Kádárra, s a későbbiekben többször segítette is őt a szakmai előrelépésben. Ő javasolta először számára a tanári hivatást is, mely addig nem szerepelt elképzelései között, hiszen szülei leginkább orvosnak szánták.
Fodor Ferenccel való kapcsolata 1919-ben négy évre megszakadt, a háború végeztével ugyanis családjával együtt el kellett hagynia Karánsebest. Gimnáziumi tanulmányait Kisújszálláson folytatta, ahol a görög nyelvet és irodalmat, valamint a rajzot is magas szinten oktatták. Később Kisújszállásról Újpestre került, ahol 1926-ban érettségi vizsgát is tett. 
Eminens diákként orvostanhallgatónak is felvették volna, de végül – Eötvös-kollégistaként – földrajz–természetrajz szakon kezdte meg tanulmányait a Pázmány Péter Tudományegyetemen. Többek között Cholnoky Jenő és Teleki Pál előadásait hallgatta, de újból tanítványa lett Fodor Ferencnek is, aki immár adjunktusként dolgozott Teleki mellett. Fodor segítette az Eötvös Collegiumba való bejutását is, és igyekezett tanítványát a geográfia ösvényére terelni, Kádár ugyanis korábban inkább botanikusként képzelte el jövőjét. 
Az Eötvös Collegium akkori igazgatója, Bartoniek Géza is a geográfusi pályát javasolta számára. A legnagyobb hatással azonban valószínűleg Cholnoky lebilincselő morfológiai, természeti földrajzi előadásai voltak rá, melyek következményeképp érdeklődése végérvényesen a földrajz, azon belül is főképp a geomorfológia felé fordult. Már 1930-ban bölcsészdoktori oklevelet szerzett Fizikai földrajzi megfigyelések Újpest környékén című dolgozatával. 1932-ben tanári oklevelét is megszerezte.

## Teleki Pál munkatársaként
1930-tól, bölcsészdoktori diplomájának megszerzését követően egy évig karpaszományosként teljesített katonai szolgálatot. Még egyenruhát viselt, amikor 1931-ben – Fodor Ferenc közbenjárására – Teleki Pál felvette maga mellé segédjének a József Nádor Műegyetem Közgazdaságtudományi Karának földrajz tanszékére. Hivatalosan díjtalan gyakornoki pozícióba került, de Teleki mégis havonta 120 pengőt utalt ki neki. 1934-ben tanársegédi kinevezést kapott, majd 1938-ban a száraz és félig száraz területek lepusztulása és gazdasági élete tárgykörből magántanári képesítést is szerzett.
Többnyire morfológiai, természeti földrajzi kutatásokat végzett, de gyakran segédkezett feletteseinek egyéb feladatokban is. 1938-ban pl. Teleki munkatársaként részt vett a felvidéki határrevízió munkálataiban, mint térképszerkesztő. Ugyanezen évben 1938-ban a tiszafüredi öntözőterületek tudományos feldolgozásában is részt vállalt.
Teleki 1939-től másodízben lett miniszterelnök, Fodor Ferenc pedig tankerületi igazgató lett. Kádár így ideiglenesen egyedül maradt a tanszéken, gyakran helyettesítvén a professzorokat a gazdaságföldrajzi előadásokon, egészen Rónai András kinevezéséig. Mindez nem okozott számára nehézségeket, hiszen bár alapvetően természeti földrajzzal foglalkozott, a gazdasági és politikai földrajzi kérdésekben is rendkívül tájékozott volt. Ezt bizonyítják a harmincas évek végén, illetve a negyvenes években megjelent, hasonló témájú egyetemi jegyzetei is.
1938-ban Teleki (aki akkor vallás- és közoktatásügyi miniszter volt) a gazdaságföldrajzi, néprajzi és közigazgatástudományi tanszékek közreműködésével létrehozta a Táj- és Népkutató Intézetet, melynek berkein belül főként általános szociográfiai kutatásokkal, néprajzi gyűjtésekkel, tájkutatással és faluföldrajzzal foglalkoztak. Az Intézet élére Győrffy Istvánt nevezte ki, a tájkutatás földrajzi feladatait azonban Kádárra bízta. 1941-ben két tájföldrajzi témájú írása (A magyar nép tájszemlélete és Magyarország tájnevei, Székely fürdők, székely tájak) is megjelent.
Győrffy halála után, 1942-ig az intézet igazgatói teendőit is ő látta el. 1938-ban a Győrffy Istvánról újonnan elnevezett Kollégium tanárelnöki tisztét is betöltötte.

## Az Almásy-expedíció tagjaként a Líbiai-sivatagban
1933 januárjában Almásy László – aki már addig is számos sikeres afrikai felfedezőutat tudhatott a háta mögött – újabb expedíciót szervezett a Líbiai-sivatagba. Olyan, a térkép- és földtudományokban jártas munkatársat keresett, aki hajlandó saját költségén részt venni a mintegy 3-4 hónaposra tervezett utazáson. Minthogy nem akadt jelentkező, Almásy Telekihez fordult, remélve, hogy ő tud ajánlani valakit saját tanítványai közül. Így esett a választása Kádárra, aki örömmel csatlakozott az expedícióhoz, annak ellenére, hogy az indulásig alig nyolc nap maradt hátra. Teleki hat hónapra előre kifizette Kádárnak a havi százhúsz pengőt, ezzel mintegy fedezve az útiköltségeket. 
Az expedíció Khargából indult, ahonnan elsőként a Korsók dombjához (Abu Ballas) jutottak el, majd a G. Rolfs által Regenfeldnek nevezett területet keresték fel. Innen a Gilf Kebir keleti pereméhez tartottak. Felfedezték a Gilf Kebir platóba mélyülő hatalmas szakadékot, majd azt a későbbiekben feltérképezték. Közben Kádár a megfogyatkozott vízkészlet kiegészítése céljából a 250 km-re fekvő Bír Messzaha kúthoz utazott. Innen visszatérve keresztezték a Gilf Kebir nyugati részét, majd a sivatagot északnyugati irányban átszelve eljutottak Kufrába. 
Az oázisban tett látogatás után ismét visszautaztak a Gilf Kebir nyugati pereméhez, azt térképezték, és a munka befejezése után az Uweinat-hegység felé vették útjukat. Itt Almásy páratlan értékű, a történelem előtti időkből való barlangfestményeket (Úszók barlangja) fedezett fel. A sziklarajzok mintegy 10.000 évvel ezelőttről származnak, és úszó embereket, valamint a szavannaterületekhez köthető állatfajokat ábrázolnak, mintegy bizonyítva, hogy a Líbiai-sivatag a korai-holocénban jóval csapadékosabb, virágzó életnek otthont adó terület volt. Ez a felfedezés az expedíció legnagyobb tudományos szenzációjaként tartható számon, és később nemzetközileg is ismertté tette Almásy nevét.
Kádár László feladata az expedícióban elsősorban a különböző földrajzi pontok szélességének és hosszúságának meghatározása volt. Emellett meteorológiai megfigyeléseket is végzett, valamint számottevő geológiai, botanikai, zoológiai és archeológiai anyagot gyűjtött össze. Mindenekelőtt azonban megismerhette és első kézből tanulmányozhatta a sivatagi felszínfejlődés mechanizmusát, a futóhomokformák kialakulásának és morfológiájának legjellemzőbb sajátosságait. Különösen felkeltették érdeklődését azok a gyakran több száz km-es hosszúságot is elérő hosszanti (longitudinális) dűnék, melyeket Kádár líbiai buckáknak nevezett el, kialakulásukat pedig később a barkánok összekapcsolódásával magyarázta. Megfigyelései, vizsgálatai megalapozták az ifjú geográfus tudományos karrierjét, egyúttal kijelölték majdani morfológiai kutatásainak legfontosabb csapásirányát. 
Az Almásy-expedícióról hazatérve morfológiai, tektonikai és meteorológiai megfigyeléseiről a Magyar Földrajzi Társaság 1933. okt. 12-én tartott szakülésén számolt be. A gazdag képanyaggal illusztrált előadását nagy érdeklődés övezte, az újszerű megállapításokat azonban némi kétkedéssel fogadta a geográfus hallgatóság. Példának okáért Cholnoky Jenő először mechanikai abszurdumnak nevezte a líbiai buckák puszta létezését is, de a fényképek és a későbbi tudományos eredmények hatására végül kénytelen volt „megbékélni” velük.
Kádár László neve egy csapásra ismertté vált a hazai, sőt a nemzetközi tudományos körökben is. Az expedíció eredményei megjelentek a Kairói Királyi Földrajzi Társaság Évkönyvében és a neves Geographical Journalban is. A Magyar Földrajzi Társaság 1934-ben választmányi tagjává választotta, s innentől kezdve a legígéretesebb hazai ifjú geomorfológusok között tartották számon.
Visszatérése után Teleki Pál javaslatára a hazai és európai futóhomokformákkal kezdett foglalkozni. Hasonlóságokat vélt felfedezni a hazai, illetve a Líbiában felfedezett buckák között, ugyanakkor felfigyelt bizonyos különbségekre is. Rámutatott arra, hogy a félig száraz éghajlatokon a nagyobb csapadékmennyiség, illetve a növényzet bizonyos mértékű fedőhatása következtében más típusú homokformák képződnek, mint a kötetlen sivatagi futóhomok-területeken. Behatóan vizsgálta a kisebb területű hazai deflációs mélyedéseket (melyeket széllyukaknak nevezett el), illetve a nyírségi szegély- és aszimmetrikus parabolabuckák keletkezésére is kielégítő magyarázatot talált. 
Teleki ösztöndíjat szerzett neki, mellyel végigjárhatta az európai futóhomok-területeket is tanulmányozhatta Hollandiától Lengyelországig. Eljutott többek között az Északi- és Balti-tenger parti dűnéiig, sőt a Fríz-szigetekre is. Az 1935/36-os tanév első felét Berlinben töltötte, ahol a környék jellegzetes parabolabuckáit, illetve a Berlini-medence lösztakaróját vizsgálta. Homokmorfológiai kutatási eredményeit 1938-ban az Amszterdami Nemzetközi Földrajzi Kongresszuson mutatta be. 

## Újvidéken a Keleti Kereskedelmi Főiskola tanáraként
1941-ben a jugoszláv állam összeomlását kihasználva Magyarország visszafoglalta a Délvidék nyugati részét. Az újonnan megszerzett területeken korábban nem volt jelentősebb felsőoktatási intézmény (leszámítva a Belgrádi Egyetem Jogi Karát), ugyanakkor nyilvánvalóvá vált, hogy „a Délvidéket nem lehet a kultúra legmagasabb fokát jelentő felső oktatásügyi intézmény nélkül hagyni.” A hiány pótlására 1942-ben Újvidéken létrehozták a Magyar Kir. Keleti Kereskedelmi Főiskolát, mely a korábban Budapesten működő Keleti Kereskedelmi Tanfolyam (később Akadémia) szellemi örökségét és képzési profilját volt hivatott megőrizni. A képzés kétéves volt, a közgazdasági és üzleti tantárgyak mellett nagy hangsúlyt fordítottak a gazdasági földrajz, illetve az idegen nyelvek magas szintű oktatására is.
Teleki Pál 1941. április 3-án bekövetkezett halála után Kádár sorsa a Műegyetem Közgazdaságtudományi Karán bizonytalanná vált, mivel az addigi két földrajzi tanszéket (politikai, gazdaságföldrajzi) ismét egyesítették. 1942-ben ezért megpályázta az újonnan létrehozott Keleti Kereskedelmi Főiskola Földrajz tanszékének ny. rendes tanári pozícióját, melyet rövidesen meg is kapott, sőt az iskolához tartozó Kőrösi Csoma Sándor Diákotthon igazgatójává is kinevezték. Kádár nagy lelkesedéssel tért vissza Bácskára, mely területre mint tulajdonképpeni szülőföldjére tekintett.
Az általa vezetett Földrajzi Szeminárium (tanársegédje Eördegh Béla volt) egyaránt foglalkozott gazdasági és politikai földrajzi kutatással és oktatással. Az első két félévben a földrajzi oktatás inkább a Balkánra, míg az utolsó két szemeszterben pedig főleg a Közel-Keletre koncentrált. A főiskolán belül Kádár László vezetésével létrejött (1942. december 13.) az önálló Balkán Intézet is (a magyar tudománytörténetben az első ilyen jellegű szervezeti egység), mégpedig azzal a céllal, hogy a balkáni ismereteket külön is oktassa. Az Intézet által meghirdetett Balkán Szeminárium négy szemeszteren keresztül foglalkozott a Balkán problematikájával. A bolgár nyelvi képzés mellett az egyes balkáni országok külkereskedelmének és közlekedésének a tanulmányozása állt előtérben. A Kádár vezette Balkán Intézet tudatos könyvtári fejlesztést végzett, melynek keretében és eredményeként létrejött az ország leggazdagabb balkáni térképgyűjteménye, a balkáni országok történetére, földrajzára, statisztikai adataira stb. vonatkozó szakgyűjtemény.
A második világháború 1944 őszére a Keleti Kereskedelmi Főiskolát is elérte. Három nap áll rendelkezésre az épület kiürítésére, illetve a hallgatók, oktatók kiköltözésére. A mintegy 120 hallgató, illetve a tanári kar nagy része is Budapestre volt kénytelen menekülni.

## A Debreceni Kossuth Lajos Tudományegyetem professzoraként

### Milleker Rezső utódjának keresése
A II. világháború végéig Tisza István nevét viselő Debreceni Egyetem Földrajzi Intézetének alapító geográfus professzora, Milleker Rezső 1945. május 6-án, tisztázatlan körülmények között bekövetkezett halálát követően kérdésessé vált, ki is vehetné át a helyét a Földrajzi Intézet élén. 1945. május 28-án a kérdés eldöntésére négytagú bizottság alakult (élén Szabó István történész professzorral), mely pályázatot írt ki az intézetigazgatói pozícióra. A pályázók között volt Márton Béla, aki Milleker munkatársaként régóta részt vett az intézeti oktatómunkában, kutatási tevékenysége azonban meglehetősen szerénynek volt mondható, ráadásul előrehaladott kora (1945-ben már elmúlt 65 éves) sem tette volna lehetővé, hogy hosszabb ideig vezesse az intézetet. Márpedig a II. világháborút követő, meglehetősen kaotikus és bizonytalan időszakban olyan, határozott és erős egyéniségre volt szükség, aki képes fáradságos munkával megszilárdítani a debreceni geográfia oktató- és kutatóműhelyét. A lehetséges jelöltek között felmerült Berényi Dénes neve is, aki ugyan kitűnő debreceni meteorológus volt, a földtudomány egyéb területein azonban kevésbé volt jártas, nem rendelkezett azzal a komplex geográfus szemléletmóddal, melyet ezen pozíció megkövetelt volna. A harmadik pályázó Kádár volt, aki akkor alig múlt 37 éves, Teleki Pál, Cholnoky Jenő és Fodor Ferenc mellett viszont jelentős tapasztalatra és tudásra tett szert mind a természeti, mind a gazdaságföldrajz terén. 
A kérdés eldöntéséhez Szabó István levélben kért tanácsot a kiváló társadalomföldrajzos Mendöl Tibortól, aki korábban maga is dolgozott Debrecenben Milleker tanársegédeként, így jól ismerte a jelölteket. Mendöl válasza alapján a bizottság végül Kádárt találta a legalkalmasabbnak, így 1945. december 15-én Keresztury Dezső miniszter nyilvános rendkívüli tanárnak nevezte ki (rendes tanár 1947-ben lett), a következő év márciusától pedig már oktatási tevékenységét is megkezdte.

### A Földrajzi Intézet élén
Bár az egyetemet többé-kevésbé megkímélték a II. világháború pusztításai, így Kádár Millekertől egy jól felszerelt, kész intézetet örökölt, mégis tekintélyes szervezőmunka várt rá, hiszen biztosítania kellett a személyi feltételeket, illetve a képzés modernizálása, a tanagyag korszerűsítése is szükségessé vált. Hihetetlen munkabírását és széleskörű tájékozottságát jól mutatja, hogy 1947 és 1954 között 18 egyetemi jegyzetet írt, melyek témájukat tekintve a földtudományok legkülönbözőbb részterületeit (csillagászati földrajz, biogeográfia, természeti földrajz, gazdasági és emberföldrajz stb.) ölelték fel. Kitartó munkájának, szervezőkészségének köszönhetően az intézet az 50-es évekre egy viszonylag népes kutató- és oktatógárdával rendelkező, jól felszerelt, a kor szakmai és tudományos elvárásait messzemenőkig kielégítő geográfiai oktató-kutató műhelyet teremtett. A korábban a Bölcsészettudományi Karhoz tartozó Földrajzi Intézet 1952-ben átkerült a Természettudományi Karhoz, s ugyanekkor kétosztatúvá is vált: létrejött egy Leíró Földrajzi Tanszék Kéz Andor vezetésével, illetve egy Általános Földrajzi Tanszék (1961-től Természetföldrajzi Tanszék), melynek vezetője Kádár László lett, egészen 1973-ban bekövetkezett nyugdíjazásáig. 
A debreceni földrajz háborút követő gyarapodását és fejlődését nagyban elősegítette az a tény, hogy Kádárnak mind nagyobb lett a befolyása az egyetem vezetőségi köreiben is. 1948-49 között a Bölcsészettudományi Kar prodékáni címét viselte, majd a Természettudományi Kar dékánhelyettese (1951–52), illetve dékánja (1952–54) is volt. Vezetői tevékenysége 1954-55 között érte el csúcsát rektori kinevezésével (mind ez idáig ő volt az egyetem egyetlen geográfus rektora).

### Kutatási tevékenysége debreceni professzorsága idején (1945–1973)
Az egyetemi vezetésben, illetve oktatásban betöltött szerepe mellett mindenképp szót kell ejteni tudományos tevékenységéről is, mely a korábbi, főként terepi homokmorfológiai vizsgálatokhoz képest jelentősen diverzifikálódott, ugyanakkor – bár kétségtelenül születtek forradalmi megállapításai és tudománymegújító elméletei is- mindinkább ellentmondásossá, támadhatóvá vált. Kétségtelen, hogy legnagyobb eredményeit a homokmorfológia, eolikus felszínformálás vizsgálata terén érte el, e témában már a harmincas években igen jelentős munkái láttak napvilágot. Továbbra is jelentek meg részben empirikus vizsgálatokon alapuló tanulmányai az eolikus felszínformálás témájában, pl. az általa „a Székelyföld Szaharájaként” emlegetett Rétyi-nyírről (1949), illetve a Nyírség geomorfológiai problémáiról (1951), e témában azonban már inkább szintézisalkotásra törekedett. Szintetizáló, saját bevallása szerint gyakran Humboldtéhoz hasonlítható, átfogó természettudományos szemlélete megjelent a homokformák osztályozására kidolgozott újszerű rendszerében is.
Úgy vélte, hogy Cholnokynak a fluviális geomorfológiában bevezetett szakaszjelleg-tanulmánya eredményesen használható az eolikus felszínformák rendszerezésénél is. Ez alapján alsó, közép- és felsőszakaszjellegű szeleket, és az általuk létrehozott jellegzetes formákat különített el, a szelek munkaképessége alapján. Ez az osztályozási rendszer jelenik meg az 1949-ben kiadott Sivatagi erózió c. egyetemi jegyzetében, illetve a Bulla Béla által szerkesztett, 1954-ben megjelent Általános természeti földrajz (II.) című egyetemi tankönyv Kádár által jegyzett, a szél felszínformáló hatásával foglalkozó fejezetében is (nem mellesleg ez volt az első országos terjesztésű, általános természetföldrajzi témájú egyetemi tankönyv hazánkban). Kádár szél-szakaszjellegei nem vertek gyökeret a hazai geográfiai szakirodalomban, mert a hazai geomorfológusok többsége nem értett egyet elképzeléseivel. 1966-os, Az eolikus felszíni formák természetes rendszere címmel írt, egész addigi homokmorfológiai munkásságát összefoglaló művével viszont kivívta a szakma elismerését. Marosi Sándor geomorfológus „kitűnő, koncepciójában, következtetéseiben, rendkívül lényeges megállapításaiban logikus, az aerodinamika, a matematika és fizika törvényeivel is összhangban álló fejtegetéseket tartalmazó tanulmányként” méltatta, melyet az „általános homokmorfológiai irodalom jelentős határkövének” is nevezett, ugyanakkor 1967-es, saját tanulmányában rámutatott bizonyos, kiegészítésre és/vagy pontosításra szoruló elemeire is.
Figyelemre méltó Kádárnak 1954-es, a lösz keletkezésével és pusztulásával kapcsolatos munkája is, melyben Lev Szemjonovics Berg orosz geográfus, limnológus löszkeletkezéssel kapcsolatos nézeteire reflektál, magyarázatot igyekszik keresni a löszök, löszszerű üledékek eredetére, keletkezésének korára. (egyebek mellett). 
A homokmorfológia és löszkutatás mellett legjelentősebb, ugyanakkor talán legnagyobb vitákat is kiváltó írásai a folyóvízi felszínformálás, illetve teraszkutatás témájában jelentek meg. Foglalkozott többek között a Visegrádi-szoros kialakulásának kérdésével (1955), a folyókanyarulatok problematikájával (1955), és Cholnoky háromosztatú szakaszjelleg-rendszerének továbbfejlesztésével, újragondolásával is. Ezen munkái terepi mérések helyett már inkább az általa készített folyóvizes terepasztalon végzett kísérletein alapultak. Kádár kísérletei során arra a következtetésre jutott, hogy a folyóvízi teraszok kialakulását nem szükségszerűen befolyásolják a klimatikus és tektonikai változások, azok a folyók természetes kanyarulatfejlődésének hatására, külső tényezőktől függetlenül is kialakulnak. Erről 1960-as, Hordalékmozgás és folyószakaszjelleg című, újító szellemű munkájában ír bővebben. E tanulmány legfőbb érdeme, hogy a mérnöki hordaléktechnika legújabb eredményeit igyekszik a földrajz nyelvére lefordítani és felhasználni. A több helyen képletekkel, matematikai háttérrel alátámasztott munkája a geomorfológia és a hidrológia közötti szakadékot kísérelte meg áthidalni (ez lényegében sikerült is). 
Eredményei azonban néhol szélsőségesen szembe mentek a hazai és nemzetközi kutatásokkal, éppen ezért arra késztették a hazai geomorfológus és hidrológus közösséget – élükön Bulla Bélával és Pécsi Mártonnal –, hogy vitaülésen állítsák szembe Kádárral álláspontjaikat. A vitán résztvevők nem vitatták, sőt dicsérték Kádár munkájának komplexitását és újszerűségét, ugyanakkor kétségben vonták – egyebek mellett – azon állítását, miszerint a teraszképződés a tektonikus folyamatoktól, a klímaingadozásoktól és a folyók vízhozamától független lenne. Kiemelték azt is, hogy a terepasztal-kísérletek nem képesek megfelelően reprezentálni a természetben, nagyságrendekkel nagyobb méretekben, jóval hosszabb idők alatt végbement fluviális folyamatokat. Amellett, hogy számos, természetes körülmények között akarva-akaratlanul is ható tényezőt figyelmen kívül hagynak, a kísérleti homokos üledék fizikai tulajdonságai, illetve a lefolyó víz hidrológiai, áramlási viszonyai is markánsan el fognak térni a valódi folyóknál tapasztaltaktól.
Az 50–60-as években több olyan tanulmánya is napvilágot látott, melyekben jelentősen elrugaszkodott korábbi kutatási témáitól. Ilyennek tekinthető az Egyed László geofizikustól átvett, a Föld tágulását valló hipotézis, melyet látványos, gipszgömbökkel prezentált kísérletekkel igyekezett bizonyítani. Nézete szerint a földtágulás – melynek mértékét Egyed alapján évi 1 mm-re tette – a földkéreg felrepedezését eredményezi, mely új óceáni kéreg képződésében, illetve a kontinensek egymáshoz képesti elmozdulásában nyilvánul meg. Ez az elmélet azóta az időközben elterjedt lemeztektonikai modell következtében háttérbe szorult. Foglalkozott a pólusok vándorlásával, azok éghajlatra gyakorolt hatásával is. Ezzel kapcsolatos jégkorszak-elmélete is, mely szerint globális értelemben sohasem voltak jégkorszakok Földünkön. Az eljegesedések okát pedig inkább az éghajlati övek pólusvándorlások következtében történő eltolódására, mintsem kozmogén tényezők változásaira vezette vissza. Tagadta a pleisztocéni hagyományos, már akkor is tudományos tényként kezelt glaciális-interglaciális periódusok létét, sajátos monoglacialista szemléletet alakított ki, mely szerint kizárólag egyetlen, interstadiálisoktól sem megbontott eljegesedési időszak volt a pleisztocénban. Nézetét a későbbi sztratigráfiai, paleontológiai és palinológiai vizsgálatok egyértelműen cáfolták. 

## A Magyar Földrajzi Társaságban betöltött szerepe
Kádár Lászlót a Magyar Földrajzi Társaság már 1934-ben választmányi tagjává választotta, többek között az Almásy-expedícióban végzett figyelemre méltó megfigyeléseiért és azok nemzetközi publikálásáért. 1952-ben az újjáalakuló társasági közgyűlés alelnökké választotta. 1956-62 között a társaság elnöki feladatait látta el. 1965–73 között másodízben is elnök, majd 1973 és 80 között újból alelnökként működött. Cholnoky Jenő óta ő volt a földrajzi társaság leghosszabb ideig „hivatalban” lévő elnöke, összesen mintegy 14 évével. Elnökségei alatt felhívta a figyelmet az általános és középiskolai földrajzoktatás hiányosságaira, célul tűzte ki a fiatalok földrajzi műveltségének növelését. E célból 1959–62 között újból életre hívta a hosszú ideje szünetelő Földrajzi Zsebkönyvet, 1970-ben pedig vitaülést tartott a főiskolák új tanterveinek tervezeteiről. 
1960-ban és 64-ben a Nemzetközi Földrajzi Unió (IGU) kongresszusán is képviselte a Magyar Földrajzi Társaságot, sőt mindkét helyen előadással is jelentkezett. Német és egyéb külföldi kapcsolatai révén a társaság évente rendezett vándorgyűléseire is igen gyakran hívott meg külföldi vendégeket. 1972-ben a társaság alapításának 100. évfordulója alkalmából (többedmagával) szervezett ünnepséget, egyúttal az IGU budapesti Európai Regionális Konferenciájának megnyitója is volt. A konferencián hétszáznál is több külföldi vendég vett részt. A 80-as években már kevésbé volt aktív a társasági közéletben, ennek ellenére 1981-től haláláig a társaság tiszteletbeli elnöki címét viselte.

## Kései évei
Utolsó éveiben egyre inkább elszigetelődött a geográfus közélettől. A földrajzi társaságnak – bár 1981-től tiszteletbeli elnöke volt – nem maradt aktív tagja. Tudományos életművét pályatársainak többsége megpróbálta figyelmen kívül hagyni. Elméleteinek, kutatási eredményeinek többsége szakmailag túlhaladottá, elavulttá vált, műveire emiatt a geográfus szakma nem, vagy csak igen ritkán hivatkozott. Különösen igaz volt ez az 1960–70-es években megjelent, szintézisalkotó, összefoglaló munkáira. Kutatói-alkotói kedve ennek ellenére idős korára sem lankadt, s bár terepi, illetve laboratóriumi vizsgálatokat már nemigen végzett, foglalkozott többek között a pólusvándorlás kérdésével, paleogeográfiai és földtörténeti témájú, jellemzően nagyívű gondolatokkal. Különösen nagy figyelmet szentelt az általa igen nagyra becsült, szintén székely származású Ázsia-kutató-utazó, Kőrösi Csoma Sándor életrajzi anyagának feldolgozásával, származásának, születési idejének pontosításával. Dardzsilingi sírját 1968-ban maga is felkereste, halála előtt pedig apja családjának kovásznai házát felajánlotta a román államnak azon célból, hogy ott egy Kőrösi Csoma Sándor-múzeum nyílhassék. 

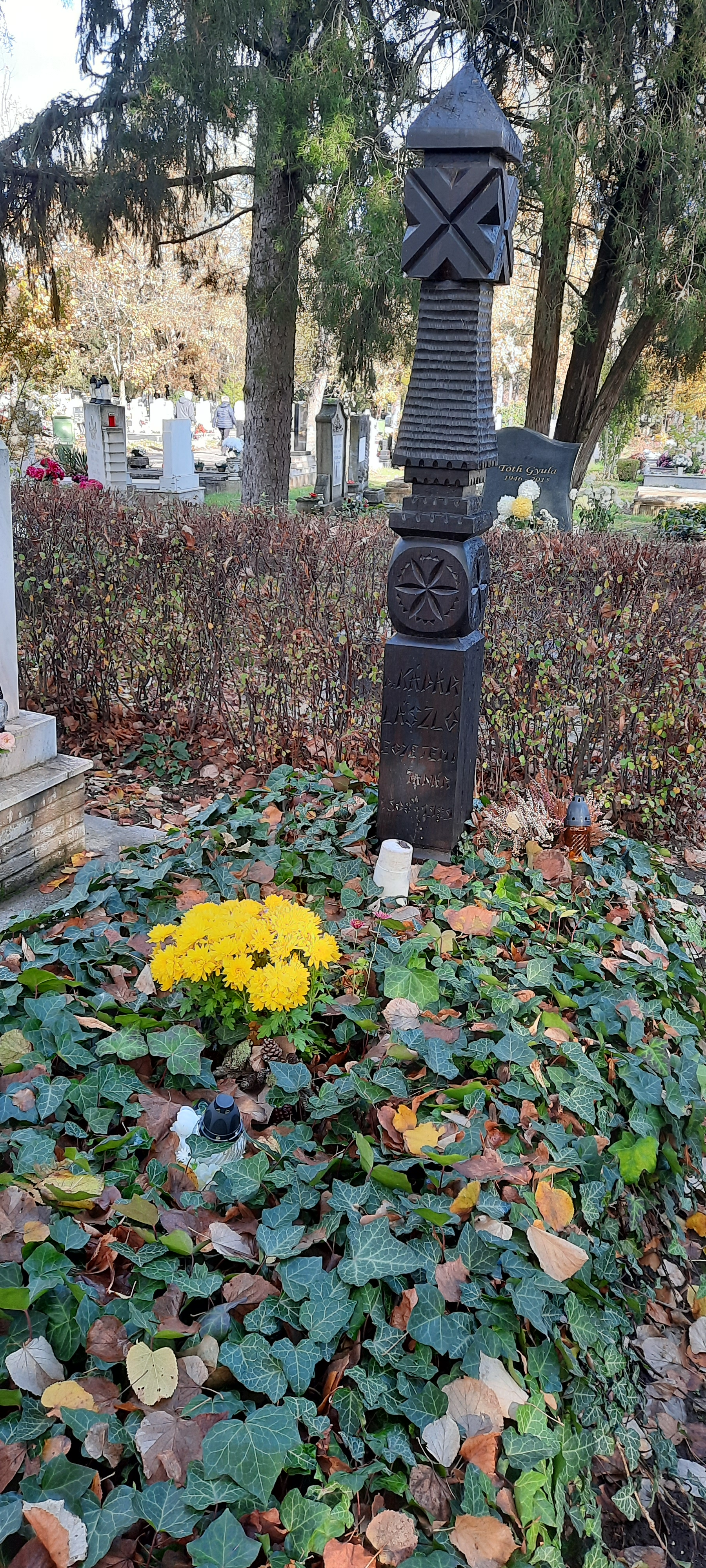
Kádár László sírja a Debreceni Köztemetőben

1989. május 6-án, 81 évesen hunyt el. Ravatalánál Borsy Zoltán, egykori tanítványa, a Természetföldrajzi Tanszék vezetője mondott búcsúbeszédet. Sírja a Debreceni Köztemetőben található, melyet 2003-ban a Nemzeti Emlékhely és Kegyeleti Bizottság védetté nyilvánított.

## Magánélete
1937-ben feleségül vette Petrilla Borbálát, akitől három fia született: Kádár Imre (1939–) fizikus, kandidátus, ifj. Kádár Lászó (1941–) közgazdász és Kádár Antal, aki 1974-ben fiatalon elhunyt. 1969-ben megözvegyült, később újraházasodott.

## Megítélése, személyisége és hatása
Kádár László korának ellentmondásos, de kétségtelenül nagy formátumú, jelentős geográfusa volt. Tudományos életművében éppúgy találunk brilliáns logikával megáldott elmét sejtető, kiváló tanulmányokat és a mai kor embere számára abszurd és szinte megmosolyogtató teóriákat, ötleteket is. Tudományos pályájának első, illetve középső szakaszában végzett, empirikus vizsgálatokon, terepi kutatásokon alapuló eolikus geomorfológiai megfigyelései, elméletei – ha némileg elavulttá, ill. szakmailag túlhaladottakká váltak is – igen fontos eredményekkel gazdagították a hazai földrajztudományt és kiváló alapot adtak a későbbi, hasonló témájú kutatásokhoz is. Ugyanakkor számos, főként az 50-es évek végén, ill. a 60-as években kialakított elmélete, nézete egyértelműen tudományos zsákutcának bizonyult, és már saját korában heves vitákat váltott ki. 
Ilyennek tekinthető a folyóvízi teraszok keletkezésének klímaváltozásoktól és tektonikus folyamatoktól független magyarázata, a nemzetközi szakirodalom által elfogadott eljegesedési időszakokat elutasító monoglacialista elmélete, és az Egyed Lászlótól átvett táguló Föld-hipotézise is. Olyan tudós volt, aki elszántan kitartott egy-egy nézete mellett, ugyanakkor azokat gyakran és jelentősen módosította, korrigálta is. Kiváló, már-már legendás vitakészségével igen meggyőzően és logikus érvekkel alátámasztva igyekezett érvényesíteni álláspontját, még akkor is, ha az merőben szembement a hazai, vagy akár nemzetközi tudományos körök széles körben elfogadott véleményével. Újító, merész tudósnak tartotta magát, aki nem félt szembeszállni a „maradi tudósok vaskalaposságával”. 
Pályája későbbi szakaszán nemritkán elrugaszkodott választott tudományától, a geográfiától, irodalmi, művészeti, történelmi kérdéseket fejtegetése felé; felfogása szerint azonban ezek a „kalandozások” is beilleszthetők voltak komplex geográfiai szemléletmódjába. És valóban, igen széles látókörű, klasszikus latinos műveltséggel rendelkező professzor volt, aki igen gyakran állította maga elé követendő példának Alexander von Humboldt szintézisteremtő életművét, igyekezve összekapcsolni, egészében látni különböző földrajzi folyamatokat és problémákat. Ez a látásmód azonban olykor hamis, nem létező asszociációk kialakítására ösztönözte, mely elsődleges oka volt munkái szakmai körökben való gyakori mellőzöttségének. Előadásai, tanulmányai ugyanakkor gyakran késztették vitákra a geográfusokat, mely viták mindkét fél részéről saját elméleteik finomhangolását, tökéletesítését eredményezték, hozzájárulva ezzel a földrajztudomány további fejlődéséhez (ez a fajta vitakultúra napjaink tudományos életéből sajnálatos módon szinte teljesen kiveszett).
A szakmai pályafutásában megfigyelhető kettősség, ellentmondásosság megfigyelhető volt személyiségében, jellemében is. Rendkívül halk szavú, ugyanakkor határozott személyiségű ember volt, aki méltóságteljes megjelenésével és lényével egyaránt a tiszteletreméltó tudós archetípusát testesítette meg. Ezt a tiszteletet tanítványaitól és tanszéki munkatársaitól maximálisan megkapta, ugyanakkor többnyire el is várta. Adjunktusainak gyakran a hallgatóknak tartott előadásain is jelen kellett lenniük, irodájába bekötött csengőrendszerével pedig bármikor magához rendelhette őket, valahányszor egy-egy újabb elmélettel vagy elképzeléssel állt elő. Tanítványait ugyanakkor igyekezett lehetőségeihez mérten segíteni. Érdeklődött irántuk, óráin pedig törekedett a tananyag teljeskörű, közérthető átadására, jó tanárhoz illően kérdezett, kommunikált, vitázott a hallgatóival. 
Több mint 800 geográfust/földrajztanárt nevelt ki, tanítványai közül később többen is vezető geográfusokká váltak. Közülük – első generációs Kádár-tanítványként – Borsy Zoltánt és Pinczés Zoltánt említhetjük, akik a Kádár nyugállományba vonulását követő időszak meghatározó szereplői lettek (Borsy a Természetföldrajzi, míg Pinczés a Gazdasági és Regionális Földrajzi Tanszék, később pedig az újonnan alapított Alkalmazott Tájföldrajzi Tanszék vezetője lett). A második generációs Kádár-tanítványok közül többen is kiemelhetők. Beluszky Pál Széchenyi-díjas társadalomkutató, regionalista, Szabó József geográfus, geomorfológus, a Természetföldrajzi Tanszék Borsyt követő vezetője – nem mellesleg a csuszamlásos folyamatok legkiválóbb hazai kutatója –, Lóki József geomorfológus professzor, aki Kádár és Borsy nyomdokaiban járva maga is a homokmorfológia és szélerózió-kutatás szaktekintélyévé vált (2005–11 között a Természetföldrajzi és Geoinformatikai Tanszék vezetője), Süli-Zakar István, a Társadalomföldrajzi Tanszék későbbi alapítója, a debreceni terület- és településfejlesztő iskola megteremtője, illetve Kerényi Attila, aki Pinczés Zoltán tanszékét vette át annak nyugdíjazását követően. A Kádár-tanítványok utolsó, harmadik nemzedékének képviselői Csorba Péter tájkutató geográfus, a Debreceni Egyetem Tájvédelmi- és Környezetföldrajzi Tanszékének korábbi vezetője, illetve Kubassek János, a Magyar Földrajzi Múzeum igazgatója.
A fentiek alapján, mintegy összefoglalásként megállapítható, hogy Kádár László elévülhetetlen érdemeket szerzett a debreceni (és hazai) geográfus utánpótlás kinevelésében és abban, hogy a Debreceni Egyetem természetföldrajzi iskolája – egészen a közelmúltig – az ország legjobbjai között volt számontartható. A tudományos életművében megfigyelhető, később vakvágánynak bizonyuló kisebb kitérői ellenére felbecsülhetetlen jelentőségű volt jelenléte a magyar geográfiai tudományos és közéletben. Halálával talán utolsó hazai polihisztorunkat vesztettük el. Az azóta eltelt közel 35 év talán már elegendő arra, hogy páratlan életművét (újra)felfedezve és olvasva objektívebb, tisztább képet alkossunk róla, tisztelegve ezáltal emléke előtt. 

## Emlékezete
- Egykori kovásznai házának falán 2003-ban emlékplakett került kihelyezésre, az épületben napjainkban róla elnevezett képtár működik.
- A Debreceni Egyetem főépületében emléktábla és a Kádár László-terem állít neki emléket.
- 2008-ban, születésének 100. évfordulója alkalmából tudományos emlékkonferenciát rendeztek a Debreceni Egyetemen, melyen a hazai geográfus közösség számos jelentős képviselője részt vett.

## Díjai, elismerései
- Lóczy Lajos-emlékérem (1971)
- Kőrösi Csoma Sándor-emlékérem (1980)
- Pro Universitate KLTE (1980)
- A Magyar Földrajzi Társaság tiszteletbeli elnöke (1981–1989)

## Főbb művei, publikációi (a teljesség igénye nélkül)

### Önálló szerzésű könyvek, könyvfejezetek, egyetemi jegyzetek
- Alkotmánytani és földrajzi ismeretek. – Budapest, 1939. p. 61.
- Székely fürdők, székely tájak. – Budapest, 1941.
- A gazdasági földrajz elemei. – Budapest, 1942. p. 170.
- Vázlatos gazdasági földrajz. – Budapest, 1942. p. 50.
- Általános emberföldrajz. – Debrecen, 1947. p. 83.
- Csillagászati földrajz 1. rész. – Debrecen, 1949. p. 61.
- Leíró földrajz. – Debrecen, 1949. p. 96. Sivatagi erózió. – Debrecen, 1949. p. 60.
- Biogeográfia. – Debrecen, 1949. p. 55.
- Normális erózió. – Debrecen, 1949. p. 62.
- A légkör és a vízburok. – Debrecen. 1950. p. 51.
- Glaciális erózió. – Debrecen, 1950. p. 101.
- Általános emberföldrajz. I. rész. – Debrecen, 1950. p. 68.
- Matematika i és csillagászati földrajz. – Debrecen, 1950. p. 26.
- Csillagászati földrajz. – Debrecen, 1951. p. 50.
- Általános gazdasági földrajz. – Debrecen, 1952. p. 80.
- Általános természeti földrajz. II. köt. – (Bulla Bélával) Budapest, 1954. p. 549.
- A folyókanyarulatok elmélete és a hegységek áttörésében való szerepe. – Pécs, 1955. p. 32.
- A földforgás okai és következményei. – Debrecen, 1963. p. 47.
- Biogeográfia. A Föld és a földi élet. – Budapest, 1965. p. 408.
- Dinamikus geomorfológia. – Debrecen, 1970. p. 92.
- A Föld fejlődése és az endogén erők. – Debrecen. 1971. p. 80.

### Cikkek, tanulmányok
- Fizikai földrajzi megfigyelések Újpest környékén. Függelékül a település vázlata. Egyetemi doktori értekezés. (1930)
- Study of the Sand Sea in the Libyan Desert. – Geogr. Journal. 1934. 83. évf.
- Futóhomok-tanulmányok a Duna–Tisza közén. – Földrajzi Közlemények. 1935, 63. köt. 1–3. sz. pp. 4–15.
- A nyírbátori széllyukak. – Földrajzi Közlemények. 1935. 63. köt. 9–10. sz. pp. 337–344.
- La morfologia dell’altipiano del Gilf Kebir. Trad. dal. francese di E. Migliorini. – Bolletino della R. Soc. Geogr. Ital. 1937. Serie 7. Vol. 2. pp. 485–503.
- A széllyukakról. – Földrajzi Közlemények. 1938. 66. köt. pp. 117–121.
- Die periglazialen Binnendünen des Norddeutschen un d Polnischen Flachlandes. – Compt. Rendus du Congrés Int. Géogr. Amsterdam, 1938. 1. köt. pp. 167–183.
- Tektonikus tájelemek az Alföldön. – Földrajzi Közlemények. 1939. 67. köt. pp. 164–173.
- A Rétyi Nyír felszíne. La surface de la « boulaie » de Rétyi. – Debreceni Szemle. 1949. p. 15.
- A Nyírség geomorfológiai problémái. – A Földrajzi Könyv – és Térképtár Értesítője. 1951. 2. évf. 10–12. sz. pp. 117–131.
- Az eróziós folyamatok dialektikája. – Földrajzi Közlemények. 1954. 82. évf. 2. sz. pp. 107–126.
- A lösz keletkezése és pusztulása. (Hozzászólásokkal) – A Magyar Tudományos Akadémia II. Társadalmi-Történeti Tudományok Osztályának Közleményei. 1954, 4. köt. 3–4. sz. pp. 103–129.
- A geografikum problematikája. – Földrajzi Közlemények. 1957. pp. 1–16.
- A kovárványos homok kérdése. Le probleme des couches brune s et dures du sable des dunes. – Földrajzi Értesítő. 1957. pp. 1–10.
- Táguló Föld. – Földr. Zsebkönyv. 1958. XI. pp. 10–22.
- Hordalékmozgás és folyószakasz jelleg. Vita Dr. Kádár László elméletéről. – Földrajzi Értesítő. 1960, pp. 309–380.
- A földrajzról és földrajzoktatásunkról. – A Földrajz Tanítása V. 1962. pp. 65–68.
- Földtágulás, óceán- és kontinensképződés, pólus vándorlás és éghajlat. Erdausdehnung, Meeres und Kontinent entwicklung. Polwanderung und Klima. – Acta Geographica Debrecina VIII/I. 1962. pp. 3–12.
- A tanszékvezetés problémáiról. – Felsőoktatási Szemle. XII. 1963. pp. 193–196.
- Adalékok a Magyar-medence felszínfejlődéséhez és a Magyar-medence feltöltődése. – Acta Geogr. Debr. X–XI/III–IV. 1965. pp. 163–186.
- Az eolikus felszíni formák természetes rendszere. Natural System of Eolian Landforms. – Földrajzi Értesítő. XV/1966. pp. 413–448.
- Létezett-e az európai pleisztocénben egynél több eljegesedési időszak? – Földrajzi Értesítő, XVI/1967. pp. 267–281
- Földrajzi megjegyzések Eurázsia pleisztocén kori éghajlatához. Geographical Remarks on the Climate of Eurasia in Pleistocene. „A Föld anyag- és energiaáramlásai” III. Ankét Budapest. – Geonómia és Bányászat. 6. k. 1–4. sz. 1973. pp. 207–215.
- Adalékok Kőrösi Csoma Sándor származási rejtélyének megoldásához. – Keletkutatás. 1974. pp. 193–211.